# Geoje-Stadion
Das Geoje-Stadion (kor. 거제종합운동장) ist ein Fußballstadion in der südkoreanischen Stadt Geoje, Provinz Gyeongsangnam-do. Eröffnet wurde das Stadion am 29. September 1993. Genutzt wurde die Spielstätte erstmals von 2014 bis 2016 vom Profifußballverein Gyeongnam FC. Seit 2021 nutzt das Fußball-Franchise Geoje Citizen FC das Gelände.